# Kľačno
Kľačno (allemand : Gaidel, hongrois : Nyitrafő) est un village de Slovaquie situé dans la région de Trenčín.

## Histoire
La première mention écrite du village date de 1413.

## Démographie

### Évolution de la population
| Année:               | 1994. | 2004.   | 2014.   | 2024.   |
| -------------------- | ----- | ------- | ------- | ------- |
| Nombre de personnes: | 1072  | 1099    | 1113    | 1076    |
| Différence:          |       | +2,51 % | +1,27 % | -3,32 % |

| Année:               | 2023. | 2024.   |
| -------------------- | ----- | ------- |
| Nombre de personnes: | 1061  | 1076    |
| Différence:          |       | +1,41 % |